# Хансен, Трине
Ханне Трине Хансен (дат. Hanne Trine Hansen; род. 19 февраля 1973, Рингстед, Западная Зеландия) — датская гребчиха, выступавшая за сборную Дании по академической гребле на всём протяжении 1990-х годов. Бронзовая призёрка летних Олимпийских игр в Атланте, чемпионка мира, победительница многих регат национального и международного значения.

## Биография
Трине Хансен родилась 19 февраля 1973 года в городе Рингстед на острове Зеландия, Дания. Детство провела в Сорё, с юных лет занималась академической греблей в местном гребном клубе.
Дебютировала в гребле на международном уровне в сезоне 1990 года, когда вошла в состав датской национальной сборной и выступила на юниорском мировом первенстве во Франции, где в зачёте парных одиночек заняла итоговое седьмое место. Год спустя на аналогичных соревнованиях в Испании выиграла в той же дисциплине бронзовую медаль.
Благодаря череде удачных выступлений удостоилась права защищать честь страны на летних Олимпийских играх 1992 года в Барселоне, однако попасть здесь в число призёров не смогла — в программе женских парных четвёрок квалифицировалась лишь в утешительный финал B и расположилась в итоговом протоколе соревнований на восьмой строке.
В 1993 году побывала на чемпионате мира в Рачице, откуда привезла награду бронзового достоинства, выигранную в одиночках.
На мировом первенстве 1994 года в Индианаполисе в одиночках обошла всех своих соперниц и получила золото.
В 1995 году в той же дисциплине одержала победу на этапах Кубка мира в Хазевинкеле и Люцерне, тогда как на чемпионате мира в Тампере была пятой.
Находясь в числе лидеров гребной команды Дании, благополучно прошла отбор на Олимпийские игры 1996 года в Атланте. В одиночках показала в финале третий результат, уступив на финише только Екатерине Карстен из Белоруссии и Силкен Лауман из Канады — тем самым завоевала бронзовую олимпийскую медаль.
После атлантской Олимпиады Хансен осталась в составе датской национальной сборной на ещё один олимпийский цикл и продолжила принимать участие в крупнейших международных регатах. Так, в 1997 году в одиночках она выиграла серебряные медали на двух этапах Кубка мира и на чемпионате мира в Эгбелете.
В 1998 году вновь стала серебряной призёркой на двух этапах Кубка мира, в то время как на мировом первенстве в Кёльне финишировала пятой.
На чемпионате мира 2000 года в Загребе стартовала в зачёте распашных безрульных четвёрок и заняла в данной дисциплине итоговое шестое место. Вскоре по окончании этих соревнований приняла решение завершить спортивную карьеру.